# Святая Анна (фестиваль)
«Святая Анна» — ежегодный фестиваль студенческих и дебютных фильмов. Проходит в Москве с 1994 года.

## История
Фестиваль был организован в 1993 году компанией «Эй-Би-Эй».
Основатель и президент фестиваля до 2008 года — Борис Айрапетян, режиссёр и продюсер. Символ фестиваля — образ Святой Анны с картины Леонардо Да Винчи «Дева и младенец со святой Анной», выражающий проявление заботы и внимания к творчеству молодых, чьи дебютные работы смогут со временем обнаружить и утвердить раскрывающийся талант.
Первый фестиваль открылся 19 марта 1994 года как конкурс студенческих фильмов. В дальнейшем по традиции 19 марта стало официальной ежегодной датой закрытия фестиваля.
С 2000 по 2004 год организацией фестиваля занималась кинокомпания «Интерфест». Директором фестиваля являлся продюсер Ренат Давлетьяров.
С 2009 года Президентом фестиваля стал актер Михаил Пореченков.
С 2009 года фестиваль проводит компания «Центрфест». Генеральный директор — Елена Цуканова.

## Святая Анна — 2010
В рамках фестиваля «Святая Анна — 2010» были проведены мастер-классы Никиты Михалкова, драматурга Юрия Арабова, продюсера Игоря Толстунова, актера Сергея Гармаша, режиссёра Владимира Грамматикова. Александр Митта организовал практический семинар «Идея. Как с ней работать в сценарии и фильме».